# تل كلبة
الحسينية  قرية سورية تتبع ناحية أبو الظهور في منطقة مركز إدلب في محافظة إدلب. تقع على الطريق الرئيسي الواصل بين ناحية أبو الظهور و مركز ناحية سراقب . بلغ عدد سكانها 2419 نسمة في عام 2004 حسب إحصاء المكتب المركزي للإحصاء.